# Carlos Ibáñez (football)
Pour les articles homonymes, voir Ibáñez.
Carlos Ibáñez (né le 30 novembre 1931 et mort le 26 septembre 2015) est un footballeur international chilien, qui évoluait en attaque.

## Biographie
On sait peu de choses sur sa carrière de joueur, sauf qu'Ibáñez jouait dans le club chilien du Club Deportivo Magallanes lorsqu'il fut convoqué en international pour jouer avec l'équipe chilienne et disputer la coupe du monde 1950 au Brésil.